# Collybia incarnata
Collybia incarnata är en svampart som beskrevs av G. Stev. 1964. Collybia incarnata ingår i släktet Collybia och familjen Tricholomataceae.   Inga underarter finns listade i Catalogue of Life.